# Ligne Kosei
La ligne Kosei (湖西線, Kosei-sen) est une ligne ferroviaire du réseau JR West dans le Keihanshin au Japon. Elle relie la gare de Yamashina à Kyoto à celle d'Ōmi-Shiotsu dans la préfecture de Shiga. C'est un axe ferroviaire important le long du lac Biwa, faisant le lien entre les régions du Kansai et de Hokuriku.
La ligne Kosei constitue la ligne B du réseau urbain de la JR West dans l'agglomération d'Osaka-Kobe-Kyoto.

## Histoire
La ligne a été ouverte en 1974, permettant une liaison plus rapide entre les lignes Tōkaidō et Hokuriku. Auparavant les trains devaient faire le tour du lac Biwa par Maibara.

## Caractéristiques

### Ligne
- Longueur : 74,1 km
- Écartement : 1 067 mm
- Électrification : 1 500 Vcc

### Tracé
|  |

### Liste des gares
| Numéro | Gare             | Nom japonais | Distance depuis Yamashina (km) | Correspondances                                                                                          | Localisation | Localisation        |
| ------ | ---------------- | ------------ | ------------------------------ | --- | ------------ | ------------------- |
| JR-B30 | Yamashina        | 山科         | 0                              | JR West : Tōkaidō (Biwako) (interconnexion) Métro de Kyoto : Tōzai Keihan : Keishin (à Keihan-yamashina) | Kyoto        | Préfecture de Kyoto |
| JR-B29 | Ōtsukyō          | 大津京       | 5,4                            | Keihan : Ishiyama Sakamoto (à Keihan-otsukyo)                                                            | Ōtsu         | Préfecture de Shiga |
| JR-B28 | Karasaki         | 唐崎         | 8,5                            | | Ōtsu         | Préfecture de Shiga |
| JR-B27 | Hieizan Sakamoto | 比叡山坂本   | 11,1                           | | Ōtsu         | Préfecture de Shiga |
| JR-B26 | Ogoto-onsen      | おごと温泉   | 14,5                           | | Ōtsu         | Préfecture de Shiga |
| JR-B25 | Katata           | 堅田         | 17,7                           | | Ōtsu         | Préfecture de Shiga |
| JR-B24 | Ono (ja)         | 小野         | 19,8                           | | Ōtsu         | Préfecture de Shiga |
| JR-B23 | Wani             | 和邇         | 22,5                           | | Ōtsu         | Préfecture de Shiga |
| JR-B22 | Hōrai            | 蓬莱         | 24,9                           | | Ōtsu         | Préfecture de Shiga |
| JR-B21 | Shiga            | 志賀         | 27,3                           | | Ōtsu         | Préfecture de Shiga |
| JR-B20 | Hira             | 比良         | 30,0                           | | Ōtsu         | Préfecture de Shiga |
| JR-B19 | Ōmi-Maiko        | 近江舞子     | 32,2                           | | Ōtsu         | Préfecture de Shiga |
| JR-B18 | Kita Komatsu     | 北小松       | 34,5                           | | Ōtsu         | Préfecture de Shiga |
| JR-B17 | Ōmi-Takashima    | 近江高島     | 40,9                           | | Takashima    | Préfecture de Shiga |
| JR-B16 | Adogawa          | 安曇川       | 45,0                           | | Takashima    | Préfecture de Shiga |
| JR-B15 | Shin-Asahi       | 新旭         | 48,3                           | | Takashima    | Préfecture de Shiga |
| JR-B14 | Ōmi-Imazu        | 近江今津     | 53,2                           | | Takashima    | Préfecture de Shiga |
| JR-B13 | Ōmi-Nakashō      | 近江中庄     | 58,0                           | | Takashima    | Préfecture de Shiga |
| JR-B12 | Makino           | マキノ       | 61,2                           | | Takashima    | Préfecture de Shiga |
| JR-B11 | Nagahara         | 永原         | 68,3                           | | Nagahama     | Préfecture de Shiga |
| JR-B10 | Ōmi-Shiotsu      | 近江塩津     | 74,1                           | JR West : Hokuriku (interconnexion)                                                                      | Nagahama     | Préfecture de Shiga |

## Matériel roulant

### Trains express

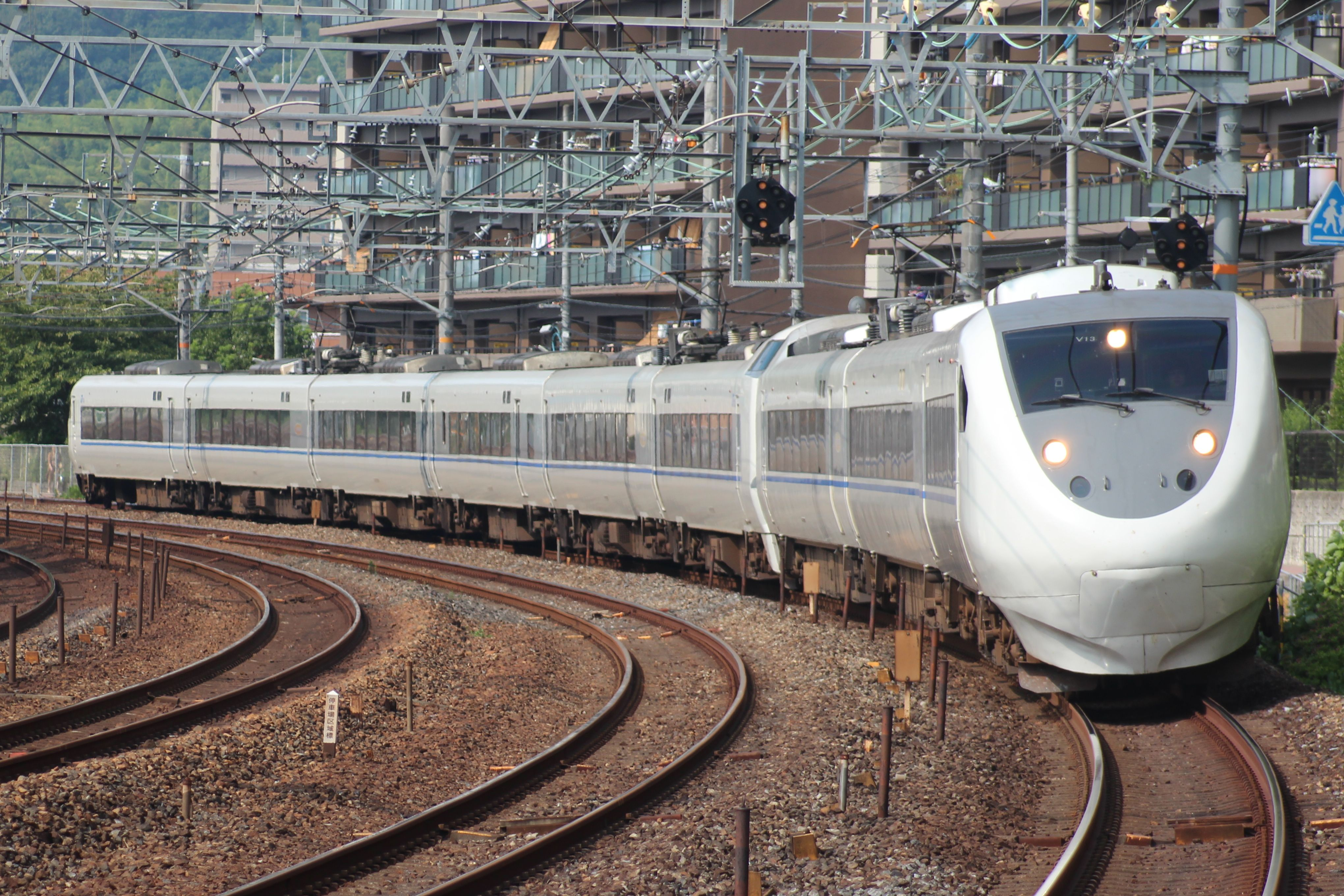
Série 681 (Services Thunderbird)
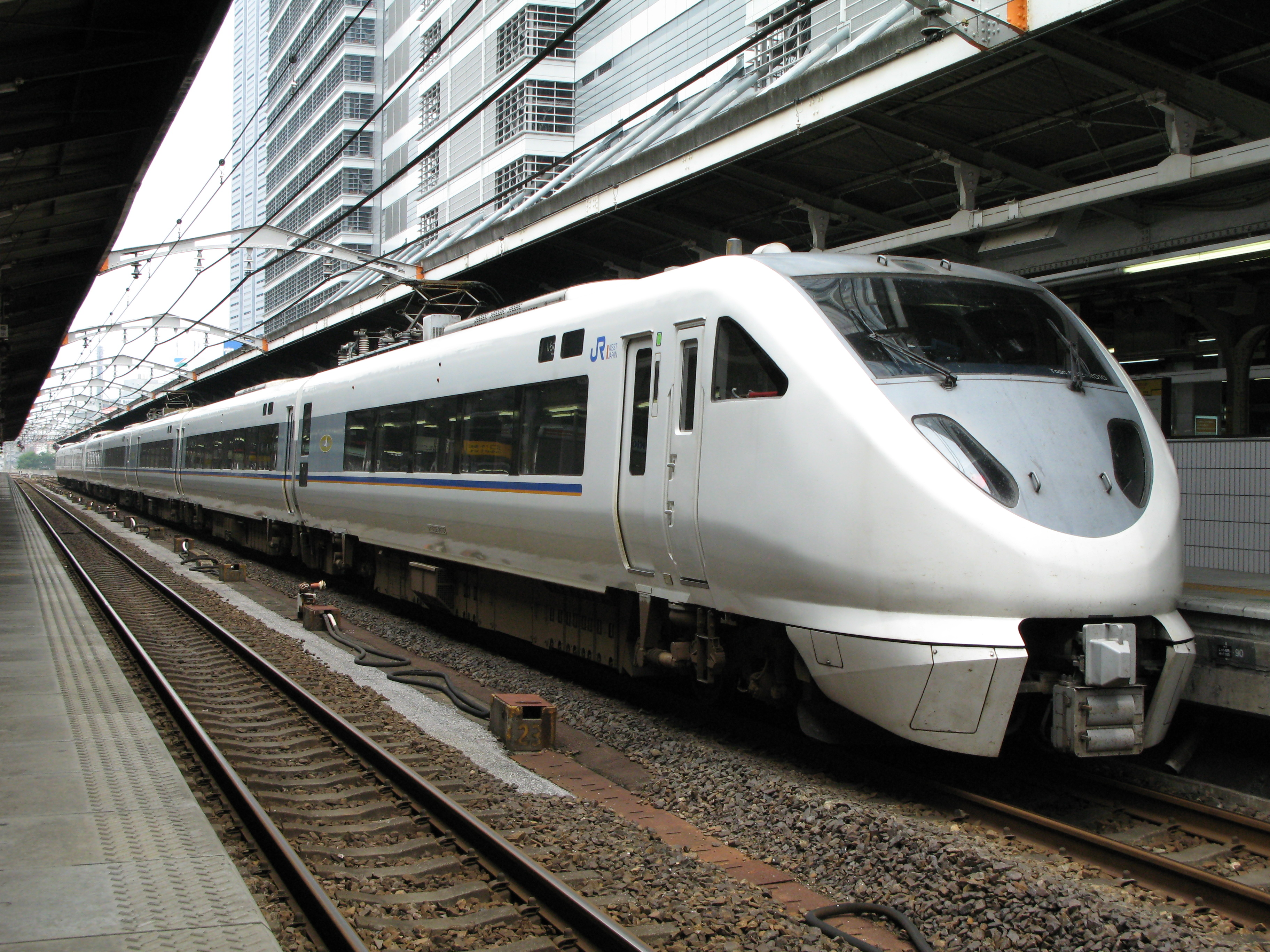
Série 683 (Services Thunderbird)

### Trains rapides et omnibus

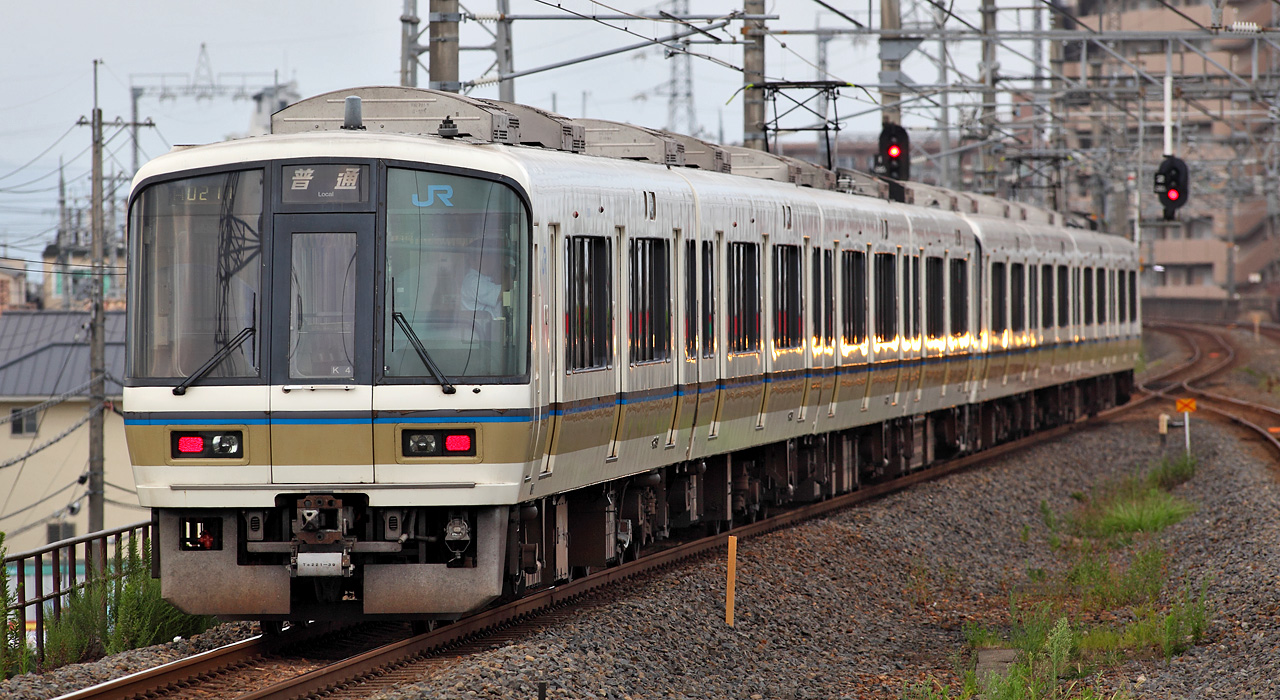
Série 221
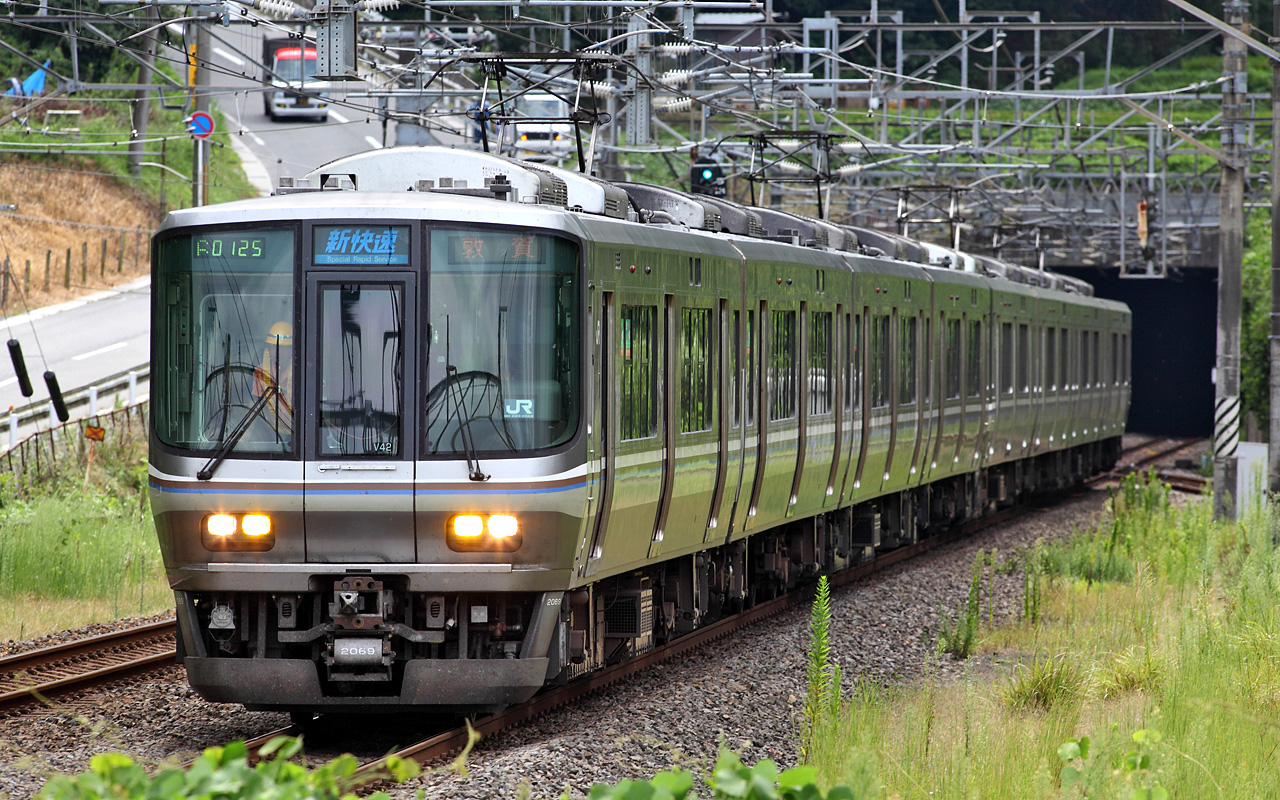
Série 223
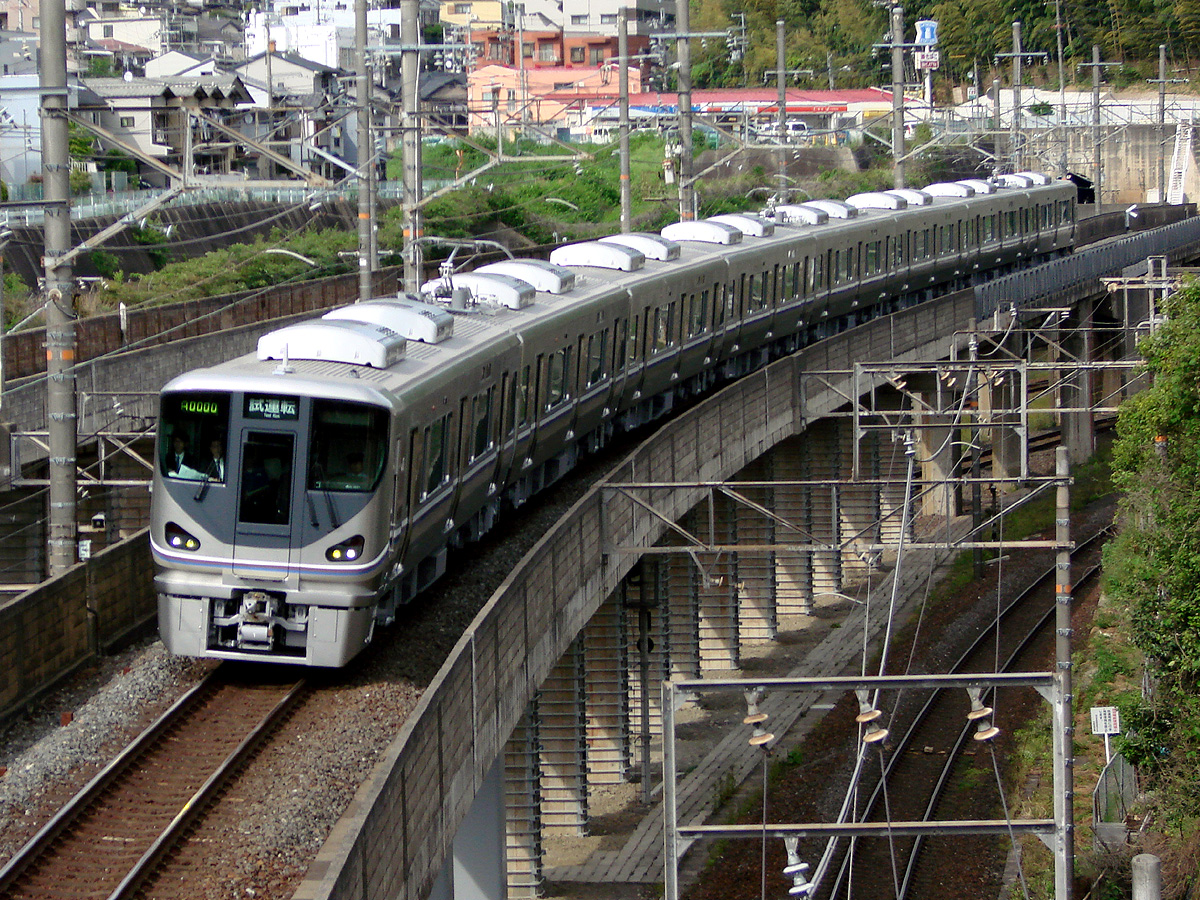
Série 225